# Estación de Socuéllamos
Socuéllamos es una estación ferroviaria situada en el municipio español de homónimo en la provincia de Ciudad Real, comunidad autónoma de Castilla-La Mancha. Dispone de servicios de larga y media distancia operados por Renfe. En 2020 la estación fue utilizada por un total de 29 442 usuarios, correspondiendo 4 435 a servicios de Larga Distancia y 25 007 a los de Media Distancia.

## Situación ferroviaria
Se encuentra en el punto kilométrico 188,7 de la línea férrea de ancho ibérico Madrid-Valencia a 682,52 metros de altitud, entre las estaciones de Río Záncara y de Villarrobledo. Dicho kilometraje no se corresponde con el original dado que reformas en el trazado tendentes a quitar varios pasos a nivel dieron lugar a una variante que modificó el trazado de la línea en este tramo. 

## Historia

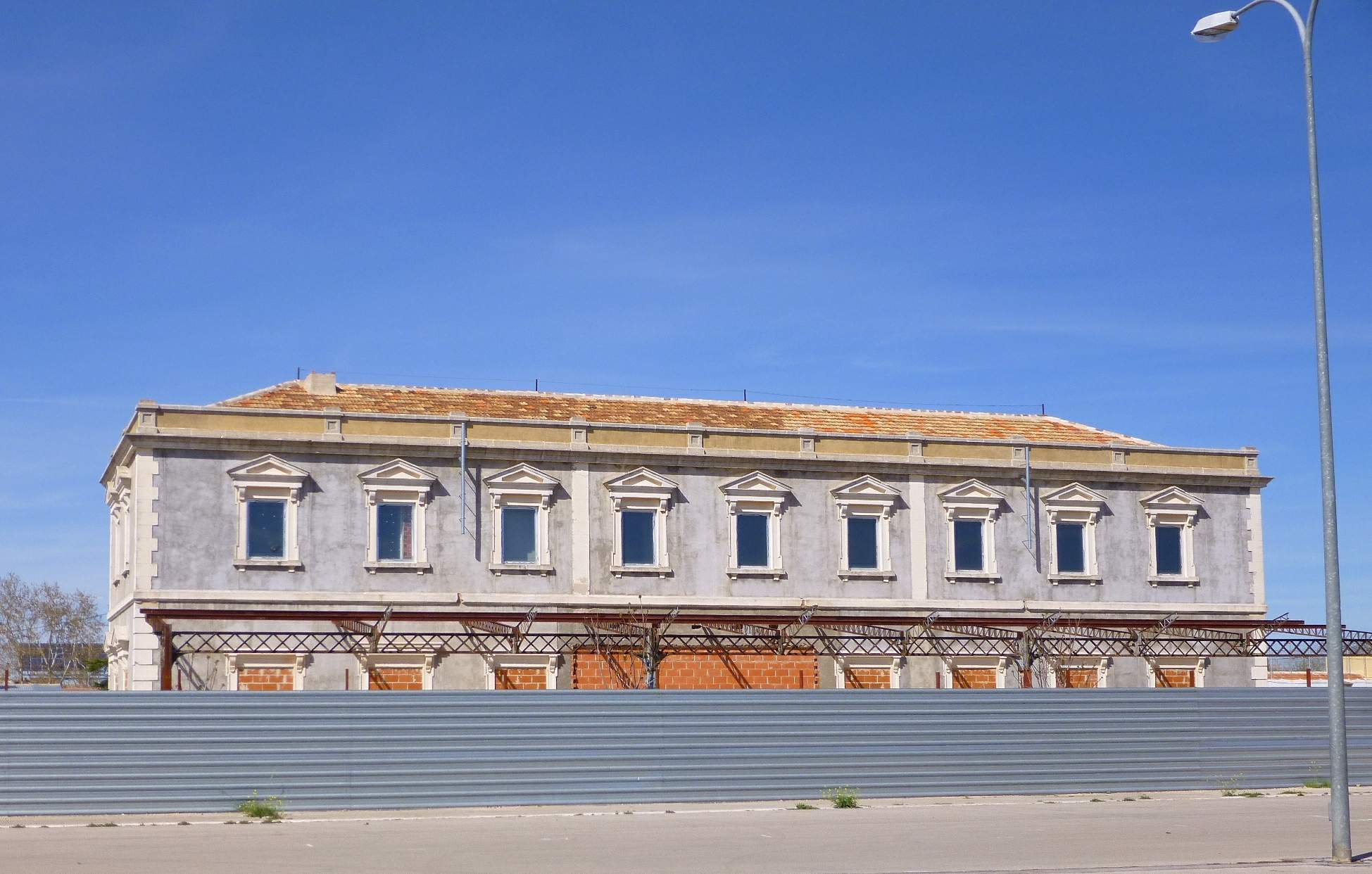
Antigua estación de Socuéllamos

Aunque su apertura fue posterior, la estación se encontraba en el tramo Alcázar de San Juan-Albacete de la línea férrea entre Madrid y Almansa que prolongaba el trazado original entre Madrid y Aranjuez y que tenía por objetivo final llegar a Alicante, abierto al tráfico el 18 de marzo de 1855. Fue construida por parte de la Compañía del Camino de Hierro de Madrid a Aranjuez que tenía a José de Salamanca como su principal impulsor. El 1 de julio de 1856 José de Salamanca, que se había unido con la familia Rothschild y con la compañía du Chemin de Fer du Grand Central obtuvieron la concesión de la línea Madrid-Zaragoza que unida a la concesión entre Madrid y Alicante daría lugar al nacimiento de la Compañía de los Ferrocarriles de Madrid a Zaragoza y Alicante o MZA. En 1941 la nacionalización de ferrocarril en España supuso la integración de MZA en la recién creada RENFE.
Desde el 31 de diciembre de 2004 Renfe Operadora explota la línea mientras que Adif es la titular de las instalaciones ferroviarias.

## La estación
La actual estación es un edificio moderno fruto del desplazamiento de la estación con la construcción de la variante de Socuéllamos que desvió las vías del centro urbano para llevarlas al sur de la localidad suprimiendo con ello hasta cinco pasos a nivel. Dicha variante entró en funcionamiento el 30 de noviembre de 1997.
Cuenta con dos andenes laterales cruzados por cuatro vías, dos de ellas sin acceso a andén para paso de trenes directos (vías 1 y 2) y dos vías derivadas (vías 3 y 4).
El 15 de enero de 2020 Renfe anunció el mantenimiento del servicio de venta de billetes en taquilla.

## Servicios ferroviarios

### Larga Distancia
Los trenes de Larga Distancia que se detienen en la estación enlazan Barcelona con Sevilla. Los destinos permiten abarcar también la Comunidad Valenciana, Castilla-La Mancha y Andalucía dadas sus ubicaciones intermedias. 

### Media Distancia
Los servicios de Media Distancia de Renfe tienen como principales destinos las ciudades de Madrid, Ciudad Real, Albacete, Alicante y Valencia . 